# ISO 3166-1 alfa-3
ISO 3166-1 alpha-3 koder er tre-bogstavs landekoder defineret af ISO 3166-1, som er en del af ISO 3166-standarden udgivet af International Organization for Standardization (ISO), for at repræsentere lande, selvstændige territorier og specielle områder med geografisk interesse. De giver en bedre visuel association mellem koderne og landenavnene end to-bogstavskoderne alpha-2 (det tredje sæt koder er numerisk og giver derfor ikke en visuel repræsentation). De blev første gang inkluderet som en del af ISO 3166-standarden i den første udgave i 1974.